# اومبرتو اوسوریو
هامبرتو اوسوریو (انگلیسی: Humberto Osorio؛ زادهٔ ۲۴ ژوئن ۱۹۸۸) بازیکن فوتبال اهل کلمبیا است که برای باشگاه خورخه ویلسترمان در پست مهاجم بازی می‌کند.